# Beep!!/Sunshine Sunshine
《Beep!!/Sunshine Sunshine》為日本歌手Superfly於2011年3月9日發行的12th單曲。

## 解說
- 〈Beep!!〉搭載為電影《漫才ギャング》的主題曲[1]。
- 〈Sunshine Sunshine〉搭載為「MEET THE MUSIC 2011」的宣傳歌曲[2]。
- 本作僅製作了〈Beep!!〉的音樂錄影帶。
- 初回限定盤附的DVD收錄「東名阪TOUR」的演唱會現場影像[3]。
- 本作登上公信榜第5，與前作《Eyes On Me》並列自身最高排名紀錄。

## 發行版本
- CD+DVD【初回限定版】
- CD ONLY

## 曲目

### CD
1. Beep!!
作詞：越智志帆+jam　作曲：多保孝一　編曲：蔦谷好位置
  - 角川電影配給電影《漫才ギャング》主題歌
2. Sunshine Sunshine
作詞：越智志帆　作曲：多保孝一　編曲：蔦谷好位置
  - 「MEET THE MUSIC 2011」宣傳曲
  - 3月19日開始向東日本大震災的受災地以a cappella版本在YouTube上播放。
3. Different Ways
作詞・作曲：越智志帆　編曲：蔦谷好位置
以女性觀點描寫情侶分手後的故事，越智作詞作曲。

### DVD
Superfly & The Lemon Bats "Rock'N'Roll Muncher"
1. Tour Document
2. 誕生
3. Live Rehersal
4. Manifesto
5. Back Stage
6. Free Planet
7. Alright!!